# Rejon czojski
Rejon czojski (ros. Чойский район, ałt. Чоя аймак) – jeden z 10 rejonów w Republice Ałtaju. Stolicą rejonu jest Czoja.
100% populacji to ludność wiejska, ponieważ w rejonie nie ma żadnego miasta.